# Bruno Brel
Pour les articles homonymes, voir Brel (homonymie).
Bruno Brel, né le 24 septembre 1951 à Anderlecht (région de Bruxelles-Capitale) et mort le 18 janvier 2025 à Lomprez (province de Luxembourg), est un auteur-compositeur-interprète et écrivain belge, neveu de Jacques Brel.

## Biographie
Bruno Brel naît le 24 septembre 1951 à Anderlecht,, une commune bruxelloise. Il est le fils de Pierre Brel, frère aîné de Jacques Brel. Il est destiné à travailler dans la cartonnerie familiale.

### Auteur-compositeur-interprète
Bruno Brel fait ses premiers pas de chanteur dans un cabaret bruxellois dès 1967, il se rend à Paris en 1977, et sort un disque, puis un second en 1979 grâce à Jacques Canetti, qui avait lancé son oncle Jacques. Il enregistre en 1998 un album de reprises de Jacques Brel, Enfin voilà. Suivent en 2001 Moitié Bruno, moitié Brel, et, en 2003, Bruno Brel aux oiseaux de passage, un album enregistré en public lors d'une tournée au Québec. 
En 2004, il sort un nouvel album nommé L'Héritage. En novembre 2006, il sort 20 ans de scène, en collaboration avec l'accordéoniste Martial Dancourt. 
En 2007, il sort L'Héritage et la Descendance, enregistré en public dans le théâtre d'Agen avec Francis Rebschlager aux claviers et aux arrangements. Durant l'automne 2008, il se produit avec la chanteuse flamande Micheline Van Hautem, et en sort un CD live, L'Esprit de Jacques.

### Écrivain
En 1994, Bruno Brel publie son premier roman, Le Touareg blanc aux Éditions La panthère noire, point de départ d'une nouvelle carrière d'écrivain. Il écrit son deuxième roman Le Boyau de la mort qui conte les journées de son grand-père auprès du roi Albert Ier en 2005. Plusieurs de ses nouvelles ayant été primées, il sort le recueil Au nom de la louve publié dans la collection « L'instant » aux Éditions de l'Acanthe en 2002. Il écrit également pour le dessinateur Dominique Lamarque le scénario de bande dessinée de la série humoristique Les Moines dont le premier tome Le Mystère de la Sainte Ossulette est publié par Laural Production en 2009.
En 2014, il conte la vie de Simone Oosthausen qui fut notamment la secrétaire de Hergé dans La Marchande de Bonbons publié par P'tit Loup Production. En mai 2015, il écrit les textes de l'ouvrage Brel, à la plume et au pinceau illustré par le dessinateur français Jean-Marc Héran publié aux Éditions Carpentier. Puis, toujours en hommage à son oncle, il cosigne avec Stéphane Loisy et Baptiste Vignol, Jacques Brel en 40 chansons chez Hugo Publishing en 2018.
Il écrit le roman La Bête du Tuitenberg publié aux éditions bruxelloises Lamiroy en 2019.
Bruno Brel raccroche sa guitare, pour se consacrer entièrement à l’écriture. À 70 ans, après cinq romans, deux essais et une biographie, il écrit son autobiographie, en près de 400 pages : Le Neveu de mon oncle, publié aux éditions Café de La Rue, en 2021. C'est le résumé de sa vie, lui qui a voulu faire le même métier que son oncle, Jacques, à qui on a souvent voulu le comparer,,.

« Mais comme il le dit, lui voulait être Bruno 1 et pas Brel 2 ! »

### Autres activités
Bruno Brel est aussi passionné de moto-cross et fut champion du Canada en 125 cm3 en 1976.

### Vie privée
À partir de 2021, Bruno Brel réside à Lomprez près de Wellin dans la province de Luxembourg après avoir longtemps résidé en Picardie.

### Mort
Il meurt le 18 janvier 2025 à Lomprez, à l'âge de 73 ans,,.
Le bourgmestre de la commune, Benoît Closson, lui a notamment rendu hommage : « À l’occasion de notre mariage, il nous avait fait l’immense plaisir, à Sylvie et moi, d’interpréter avec beaucoup d’émotions la magnifique chanson de son oncle Jacques Brel Quand on a que l’amour. Nous avions noué une belle amitié. Je ne t’oublierai pas !, ».

### Famille
Bruno Brel est le neveu de Jacques Brel.

## Œuvres

### Discographie
- 1977 : Valse Amusette[4]
- 1977 : Bruno Brel chante Bruno Brel
- 1979 : Les Émigrants[4]
- 1998 : Enfin voilà[20]
- 2001 : Moitié Bruno, moitié Brel[20]
- 2003 : Bruno Brel aux oiseaux de passage
- 2004 : L'Héritage
- 2006 : 20 ans de scène[20]
- 2007 : L'Héritage et la Descendance
- 2008 : L'Esprit de Jacques[20]
- 2018 : Flammes

### Publications

#### Ouvrage
- Roger de Coster, champion de moto, Paris, Éditions Cilam, 1974. (OCLC 1400512620)

#### Romans
- Le Touareg blanc[9], Nalinnes, Éditions La panthère noire, 1994 (OCLC 1400877985)
- Le Boyau de la mort[7] (roman), Bruxelles - Boulogne-sur-Mer, Éditions Le roseau vert - Christian Navarro, 2005, 165 p. (ISBN 9782930357201, 9782914909211, 2930357207 et 2914909217)
- Le Tournoi, Avesnes-les-Aubert, Laural Production, 2010  (ISBN 9782953536812)
- La Marchande de Bonbons[10], P'tit Loup Production, 2014  (ISBN 978-2-95512-210-5)
- La Bête du Tuitenberg[11], Bruxelles, Lamiroy, 2019, 174 p.  (ISBN 978-2-87595-238-7)

#### Nouvelles
- Au nom de la louve[9], Leuze, Éditions de l'Acanthe, coll. « L'instant », 2002 (OCLC 1400619163)
- Recueils collectifs publiés dans le cadre du Club de Liège Georges Simenon (Librairie La Dérive, Verviers)
- 1996 : L'Écharpe blanche (1er prix dans Ciné-nouvelles)
- 1998 : Le Dernier Train (dans Histoire de trains)
- 2001 : La Belle Assiette (2e prix dans Cuisine et cuisines)
- 2003 : L'Homme au chapeau gris (2e prix dans Sur les pas de Simenon)
- 2005 : Le Puits

#### Essais
- Brel : chansons à la plume et au pinceau[1], avec le dessinateur français Jean-Marc Héran, Éditions Carpentier, Paris, 2015  (ISBN 9782841679379).
- Jacques Brel en 40 chansons[1], Paris, Hugo Publishing, 2018  (ISBN 9782755639780).

#### Mémoires
- 2021 : Le Neveu de mon Oncle[3],[12] (avec une préface d'Alain Marouani), Bruxelles, Café de la Rue  (ISBN 978-2-960285-10-9).

#### Album de bande dessinée
- Le Mystère de la Sainte Ossulette, Laural Production, Avesnes-les-Aubert, novembre 2003
Scénario : Bruno Brel - Dessin : Dominique Lamarque - Couleurs : quadrichromie -  (ISBN 9782953536805)

#### Livres
: document utilisé comme source pour la rédaction de cet article.
- Robert Wangermée, « Brel, Bruno », dans Dictionnaire de la chanson en Wallonie et à Bruxelles, Liège, Mardaga, 1995, 363 p., ill. ; 22 cm (ISBN 9782870096000 et 2870096003, OCLC 468556913, lire en ligne), p. 87. .

#### Magazines
- Pascal Belpaire, « Bruno Brel : "Jacques, mon père et moi avions la même voix" », Plus Magazine,‎ 19 janvier 2022 (lire en ligne , consulté le 19 mars 2024).

#### Articles
- Stéphanie Gianninelli, « Avec Bruno Brel, dans les pas du Grand Jacques », Le Figaro,‎ 9 octobre 2018 (lire en ligne, consulté le 4 février 2024)
- Nadia Lallemant, « Bruno Brel : "Je viens d’une famille d’aventuriers" (vidéo) », La DH Les Sports+,‎ 19 avril 2022 (lire en ligne , consulté le 4 février 2024).

### Émissions de télévision
- Bruno Brel dédicace son livre: la marchande de bonbons., sur Notélé, (3 min 10 s), 3 avril 2015.
- "Le neveu de mon oncle", autobiographie de Bruno Brel, néo-wellinois, sur TV Lux, (4 min 18 s), 13 octobre 2021.

### Émissions de radio
- Bruno Brel, l'interview intégrale (Bonus) sur VivaCité via Auvio , (9 min 29 s), 19 novembre 2015.
- Bruno Brel : l'intégrale sur La nouvelle scène, France Bleu Picardie, production : Fabien Le Cloirec (29 min 59 s), 4 mai 2019.